# Alfa Tucanae
Alfa Tucanae (α Tuc / HD 211416 / HR 8502) es la estrella más brillante en la constelación de Tucana, siendo su magnitud aparente +2,87. A solo 30° del polo sur celeste, no es observable en el hemisferio norte por encima de latitud 30°. Se encuentra a 199 años luz de distancia del sistema solar.
Alfa Tucanae es una gigante naranja de tipo espectral K3III cuya luminosidad es 424 veces mayor que la luminosidad solar. Su temperatura superficial es de 4300 K y su radio es 37 veces más grande que el del Sol. Estas observaciones, combinadas con la teoría de evolución estelar, indican que tiene una masa comprendida entre 2,5 y 3 veces la masa solar.
En estrellas gigantes, la fusión nuclear de hidrógeno que tiene lugar alrededor del núcleo de helio, unido a procesos de convección, altera la composición química de sus superficies. Este efecto es claramente apreciable en Alfa Tucanae, en donde se observa un empobrecimiento de carbono, que en esta clase de estrellas sirve como catalizador en la transformación de hidrógeno en helio, así como un enriquecimiento de nitrógeno, también generado en este proceso.
Por el contrario, en el Sol, el helio se crea a través de un proceso más directo, denominado fusión protón-protón. 
Alfa Tucanae es una binaria astrométrica, es decir, la estrella acompañante no ha sido observada directamente, sino que ha sido detectada por cambios en el movimiento propio de la estrella principal. El período orbital es de 11,5 años y, si la compañera fuera una enana de baja masa, la separación entre ambas estaría en torno a las 7,5 UA.